# Iwan Majeuski
Iwan Alaksandrawicz Majeuski (biał. Іван Аляксандравіч Маеўскі, ros. Иван Александрович Маевский, Iwan Aleksandrowicz Majewski; ur. 5 maja 1988 w Magdeburgu) – białoruski piłkarz występujący na pozycji pomocnika, reprezentant Białorusi w latach 2015–2021.

## Sukcesy
FK Mińsk
- Puchar Białorusi: 2012/13

FK Astana
- mistrzostwo Kazachstanu: 2017, 2018, 2019
- Superpuchar Kazachstanu: 2018, 2019, 2020